# Tiěchǐ
Il Tiěchǐ (鐵尺T, 铁尺S,  tiěchǐ P,  t'ie ch'i W; in italiano: Regolo di Ferro) è un'arma bianca manesca del tipo manganello usata nelle arti marziali cinesi e particolarmente utilizzata dall'etnia Zhuang del Guangxi.

## Descrizione
La Collezione Completa delle Antiche armi Cinesi descrive sia un tiěchǐ  lungo 172,8 cm e dalla forma di uno "spesso righello in metallo" con l'impugnatura, sia un tiěchǐ che è anche detto Forca a Forma di Pennello (筆架叉T, 笔架叉S,  bǐjiàchā P,  pi chia ch'a W) della lunghezza di 45 cm.
Questa seconda arma è estremamente simile al Sai.
La prima arma descritta con la forma di righello, non ha una punta acuminata perché la parte contundente finisce con l'estremità tronca; infatti la lunga parte impegnata per colpire il nemico ha una forma quadrangolare.
La seconda arma descritta come Forca ha la caratteristica opposta: la parte contundente può terminare con una punta che si assottiglia lievemente, ma l'oggetto è quasi tondeggiante.
Il tiěchǐ, dunque, fonde insieme due armi: il pugnale ed il manganello, dando alla parte per colpire in metallo una forma pesante ma sottile, ottenendo infine un'arma ibrida fra un lungo quadrello non affilato ed una grossa bacchetta dura ma elastica, a seconda dei casi, delle forme e della fattura, con o senza paramano.